# Wilhelmsblick

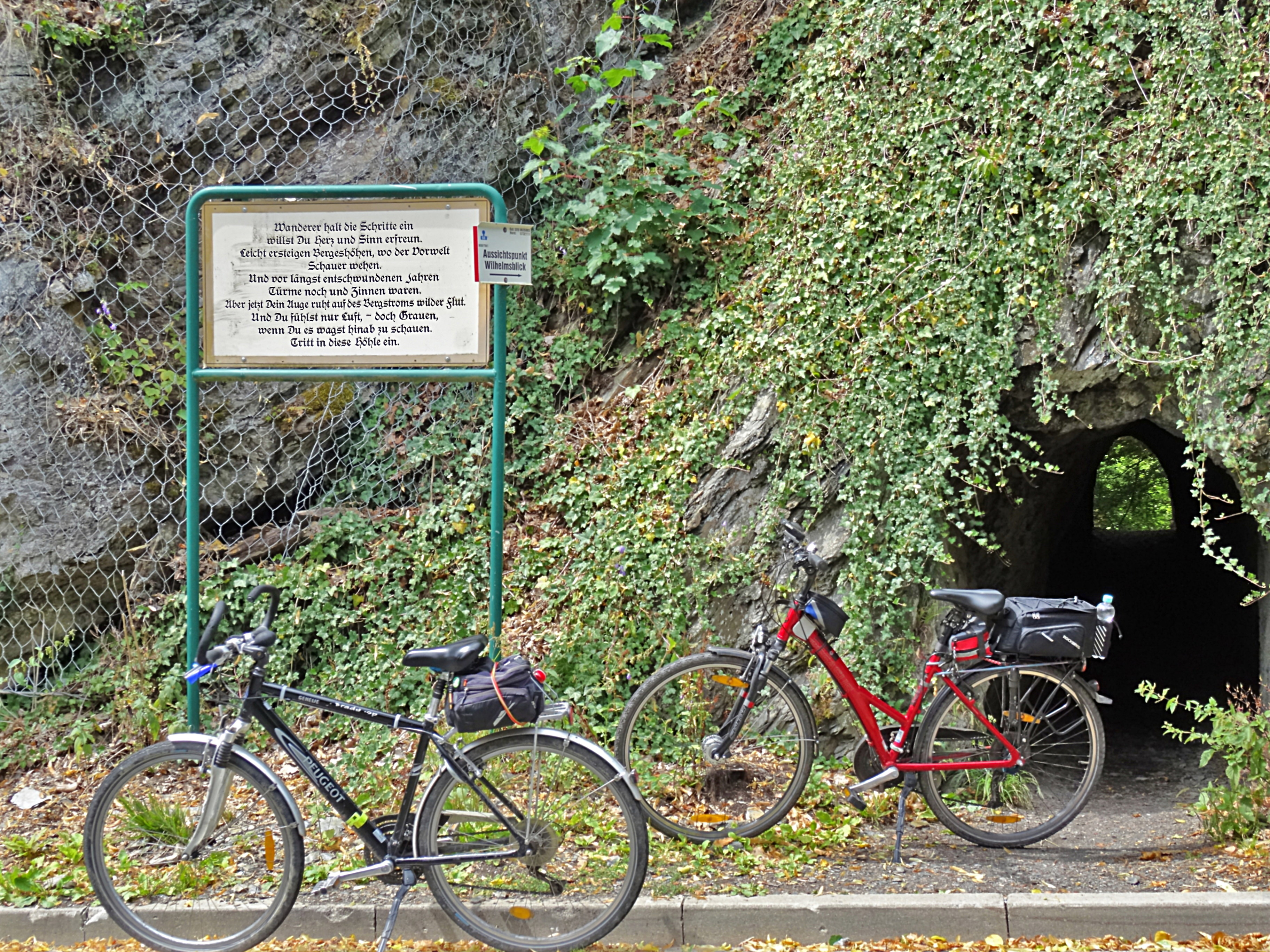
Tunneleingang zum Wilhelmsblick

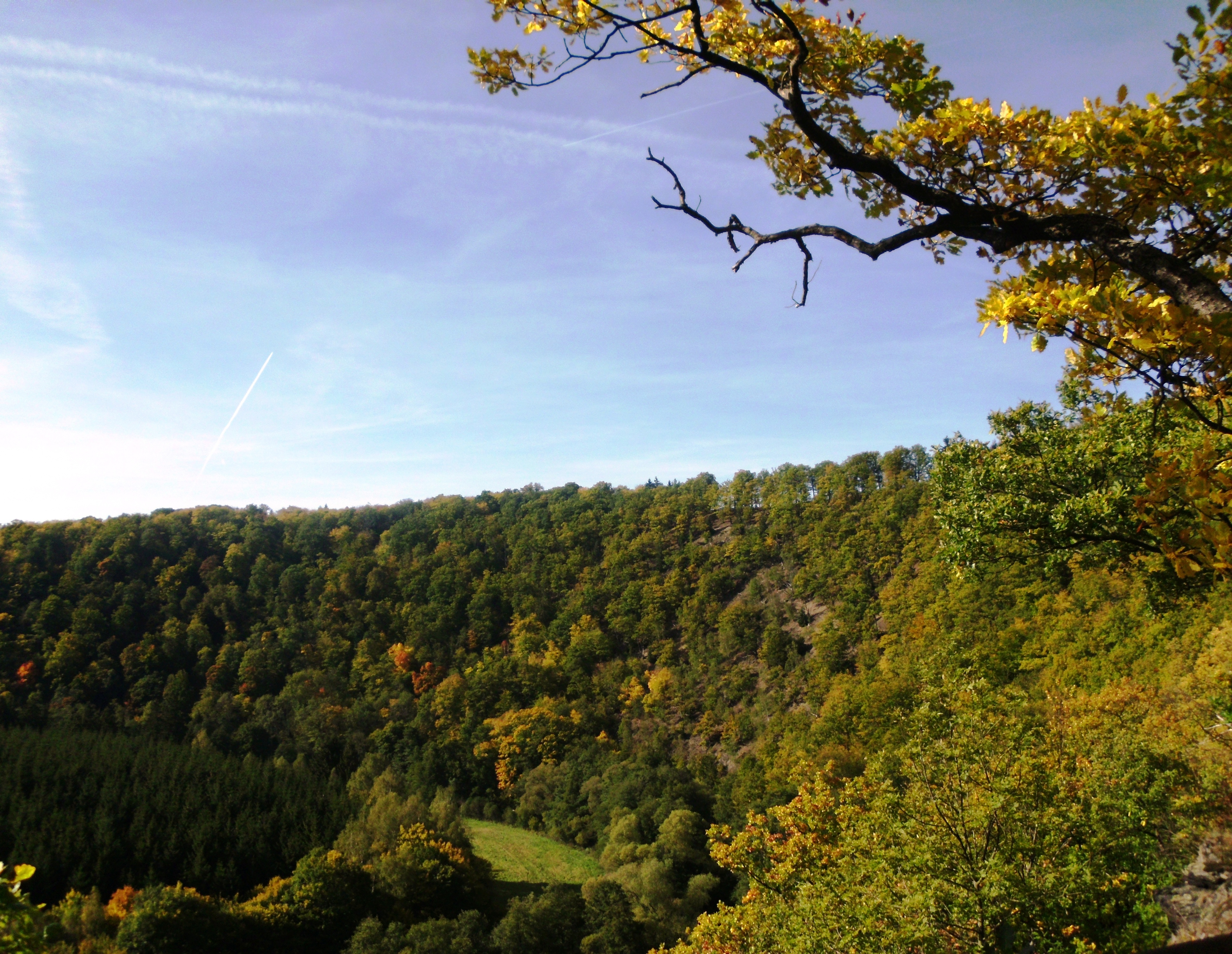
Aussicht vom Wilhelmsblick

Der Wilhelmsblick im Harz ist ein Aussichtspunkt bei Treseburg im Bodetal im Landkreis Harz, Sachsen-Anhalt.

## Geographische Lage
Der Wilhelmsblick liegt im Naturpark Harz/Sachsen-Anhalt etwa 1.000 m (Luftlinie) nordnordwestlich des in Treseburg gelegenen Abzweigs der Landesstraße 94 (Altenbrak–Treseburg) von der L 93 (Allrode–Treseburg–Wienrode), wobei letztere über die nahe Kreisstraße 1350 Anschluss an Thale hat. Er befindet sich westlich der L 93 auf einem beiderseits von der Bode passierten, schmalen Bergkamm auf 314 m ü. NN. Die Bode liegt nahe der etwas südwestlich des Aussichtspunkts stehenden Brücke der L 94 auf 273,7 m ü. NN und etwas nordöstlich des Aussichtspunkts in einer Talbiegung auf 256,7 m ü. NN. Die beiderseits des Bergkamms gelegenen Bodeabschnitte sind dort minimal nur etwa 150 m voneinander entfernt.
Etwas südlich des Wilhelmsblicks befindet sich die Dobblers Höhe.

## Beschreibung
Der Wilhelmsblick wurde 1861 im Zuge des Baus der Straße durch das Bodetal unter der Leitung des für den Aussichtspunkt namensgebenden Straßenbaumeisters Wilhelm angelegt, dessen einstige Bezeichnung Krügers Höhe heute weitgehend in Vergessenheit geraten ist. Er ließ den 22 Meter langen Wilhelmsblicktunnel durch das dortige Felsmassiv graben, um zur Aussicht auf der gegenüberliegenden Seite zu gelangen. Jenseits des Tunnels führt ein Pfad mit einigen Holzstufen hinauf zum Aussichtspunkt oberhalb der Bode und Straße. Von dort fällt der Blick beiderseits des Bergkamms in das Bodetal, obgleich der Aussichtspunkt weitgehend zugewachsen ist; daher erhält man in der kalten Jahreszeit, wenn die Bäume und Sträucher unbelaubt sind, gute Aussichtsmöglichkeiten.
Der Wilhelmsblick ist als Nr. 66 in das System der Stempelstellen der Harzer Wandernadel einbezogen.